# Космос-2363
Космос-2363 је један од преко 2400 совјетских вјештачких сателита лансираних у оквиру програма Космос.
Космос-2363 је лансиран са космодрома Тјуратам, Бајконур, Казахстан, 30. децембра 1998. Ракета-носач Протон-К је поставила сателит у орбиту око планете Земље. Маса сателита при лансирању је износила 1400 килограма. Космос-2363 је био ГЛОНАСС навигациони сателит.